# Сабликова, Мартина
Марти́на Са́бликова (МФА: ['marcɪna 'saːbliːkovaː]о файле, чеш. Martina Sáblíková; 27 мая 1987, Нове-Место-на-Мораве, район Ждяр-над-Сазавоу, Южноморавский край в прежних границах) — чешская конькобежка, одна из наиболее титулованных женщин в истории этого вида спорта. Трёхкратная олимпийская чемпионка (2010 и 2014), 5-кратная чемпионка мира в классическом многоборье (2009, 2010, 2015, 2016, 2019), 16-кратная чемпионка мира на отдельных дистанциях (в том числе 10 раз подряд на дистанции 5000 м), 5-кратная чемпионка Европы в классическом многоборье, 11-кратная обладательница Кубка мира на дистанции 3000/5000 м, рекордсменка мира на двух дистанциях. Специализируется на дистанциях 1500 м, 3000 м, 5000 м и 10 000 м (неофициальная). Трижды признавалась лучшей спортсменкой года в Чехии как среди женщин, так и мужчин (2007, 2009, 2010). Рассматривается как одна из сильнейших женщин-стайеров в истории конькобежного спорта.

## Биография
Мартина Сабликова родилась в моравском городке Нове-Место-на-Мораве, после чего её семья переехала в более крупный Ждяр-над-Сазавоу. Её отец - бывший баскетболист и она с детства занималась баскетболом в местном клубе, но в возрасте 11 лет её приметил тренер Петр Новак, который тогда основал собственный «Конькобежный клуб Ждяр» (в будущем NOVIS Team). Занималась Мартина вместе со своим младшим братом Миланом. Летом они тренировались на велосипеде и роликовых коньках, а зимой – на открытом конькобежном стадионе в местечке Свратка.

## Конькобежный спорт
Первым крупным международным турниром в карьере Мартины стал чемпионат мира среди юниоров, в котором дебютировала в 2002 году в 14 лет, и только на своем пятом юниорском чемпионате в 2006 стала второй по сумме многоборья. Не имея большого опыта 18-летняя Сабликова участвовала на двух дистанциях на зимних Олимпийских играх 2006 года в Турине, где стала 7-й на 3000 м и 4-й на 5000 м, проиграв бронзовому призёру меньше секунды.

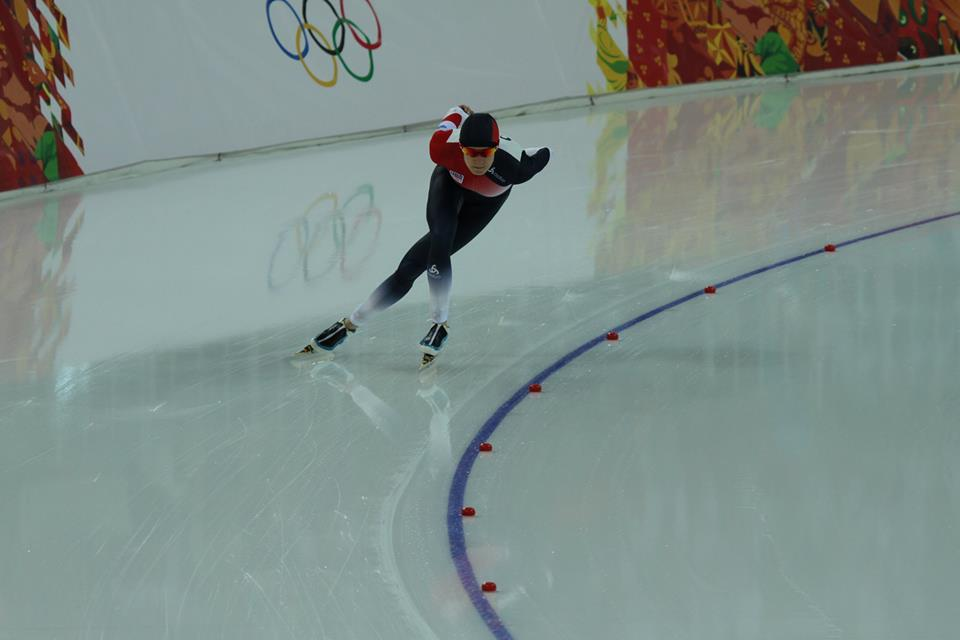
Выступление Мартины Сабликовой на Олимпийских играх 2014 в Сочи

В 2007 году выиграла впервые на чемпионате Европы в классическом многоборье. На чемпионате на отдельных дистанциях в Солт-Лейк-Сити Сабликова выиграла обе длинные дистанции 3000 и 5000 м, установив мировой рекорд на дистанции 5000 м, превзойдя предыдущее достижение Клаудии Пехштайн на 1.3 секунды (результат 6:45.61). Также одержала победу в Кубке мира в зачете на дистанциях 3000 и 5000 м и стала первой конькобежкой на дистанции 10000 м, пробежавшей её менее чем за 14 минут. Результат Мартины составил 13:48,33 сек.
В 2009 году выиграла чемпионат мира в классическом многоборье. В 2010 году во второй раз стала чемпионкой Европы в многоборье.
На Олимпийских играх 2010 года в Ванкувере завоевала медали на всех трёх дистанциях, где принимала участие. Победила на 3000 и 5000 метрах и стала третьей на 1500 м. На церемонии закрытия была знаменосцем сборной Чехии. Она стала первой олимпийской чемпионкой из Чехии в истории конькобежного спорта.
В 2011 году Сабликова в 3-й раз стала чемпионкой Европы в многоборье, победив в итальянском Коллальбо. В 2012 году выиграла все шесть этапов в Кубке мира в зачете 3000/5000 м. Стала чемпионкой мира на дистанции 3000 м во второй раз и в пятый раз на дистанции 5000 м, выиграла чемпионат Европы в четвёртый раз и стала второй на чемпионате мира в классическом многоборье. Трижды побеждала на студенческом чемпионате мира 2012 в польском Закопане. Также является двукратной чемпионкой Зимней Универсиады 2013 в Трентино.
На Олимпийских играх 2014 года завоевала золотую медаль на дистанции 5000 метров и серебряную медаль на 3000 м. На чемпионате мира 2015 года в Херенвене Сабликова выиграла 2 золотые медали: на дистанциях 3000 и 5000 м.
В 2016 году на чемпионате Европы в Минске Мартина Сабликова в 5-й раз выиграла золотую медаль чемпионатов Европы в многоборье. Европейский чемпионат 2018 года Сабликова вынуждена была пропустить из-за травмы, чтобы успеть восстановиться к Олимпийским играм в Пхёнчхане.
На чемпионате мира 2016 года в Коломне Сабликова выиграла 2 золотые медали: на 3000 и на 5000 м, став 15-кратной чемпионкой мира. Также она победила на чемпионате мира 2016 года в классическом многоборье, который прошёл в Берлине. В 2017 году на чемпионате мира в Канныне Сабликова в 9-й раз подряд завоевала золото на дистанции 5000 м.
На Олимпийских играх 2018 года её многолетняя серия побед на дистанции 5000 метров прервалась, во многом из-за травмы спины Мартина была второй, уступив 1.62 секунды голландской спортсменке Эсме Виссер.
2019-й год начался для Сабликовой удачно. Она завоевала серебряную медаль на чемпионате Европы в итальянском Коллальбо. Эта медаль стала для неё 11-й в карьере на европейских чемпионатах, благодаря чему она сравнялась по количеству завоёванных медалей за всю историю с Гундой Ниман и Ирен Вюст. 1 февраля Сабликова одержала победу после долгого перерыва, финишировав первой на дистанции 3000 м на этапе Кубка мира в норвежском Хамаре.
7 февраля на чемпионате мира в немецком Инцелле Сабликова выиграла свою 18-ю золотую медаль мировых чемпионатов, опередив ровно на 0,5 секунды голландку Антуанетту де Йонг на дистанции 3000 м. Спустя 2 дня, 9 февраля, Сабликова в 10-й раз подряд стала чемпионкой мира на дистанции 5000 м, опередив на 1.29 секунды действующую олимпийскую чемпионку Эсме Виссер. Эта золотая медаль стала 19-й для Сабликовой на чемпионатах мира, благодаря чему она сравнялась с рекордсменкой по количеству титулов Гундой Ниман.
2 марта на чемпионате мира по многоборью в Калгари Мартина побила самый старый мировой рекорд конькобежного спорта, державшийся 13 лет. На дистанции 3000 м она показала время 3 минуты 53,31 секунды, улучшив на 0,03 секунды результат Синди Классен. На следующий день Сабликова установила второй мировой рекорд за 2 дня, побив на 0,65 секунды собственное достижение 2011 года на дистанции 5000 м, показав результат 6:42.01. Благодаря этой победе, она в 5-й раз за карьеру стала чемпионкой мира в классическом многоборье. Эта золотая медаль стала для неё 20-й на чемпионатах мира, она вышла на 1 место в истории по этому показателю (у Гунды Ниман и Ирен Вюст по 19 золотых медалей).
В 2020 году Мартина завоевала очередную золотую медаль на дистанции 3000 м и серебряную на 5000 м на чемпионате мира в Солт-Лейк-Сити, а вот на чемпионате мира в многоборье стала только 4-й. Через год заняла 3-е место в многоборье на чемпионате Европы в Херенвене и 2-е место в забеге на 3000 м на чемпионате мира в Херенвене.
В 2022 году она участвовала на своих пятых зимних Олимпийских играх в Пекине и 5 февраля на дистанции 3000 м заняла 4-е место,  5000 м 3-е место. На чемпионате мира в классическом многоборье, проходившем в Хамаре опять осталась без подиума, остановившись на 5-м месте.
В марте 2023 года на чемпионате мира на отдельных дистанциях в Херенвене выиграла бронзовые медали в забегах на 3000 метров и 5000 метров.
В 2024 году на чемпионате мира на отдельных дистанциях в Калгари вновь завоевала бронзовые награды на дистанциях 3000 и 5000 метров. Всего на счету Сабликовой стало 26 наград чемпионатов мира на отдельных дистанциях (16 золотых, 6 серебряных и 4 бронзовые). Сабликова выиграла все свои медали на дистанциях 3000 и 5000 метров (по 13 на каждой).

### Рекорды мира
Сабликова трижды устанавливала рекорд мира на дистанции 5000 метров. Также обладательница лучшего времени на дистанции 10000 метров, однако она не включена ISU в список дистанций на которых устанавливаются рекорды мира среди женщин.
| № | Дистанция | Время    | Дата            | Место          | Побит           |
| - | --------- | -------- | --------------- | -------------- | --------------- |
| 1 | 10000 м   | 14:08,28 | 23 марта 2006   | Калгари        | 15 марта 2007   |
| 2 | 5000 м    | 6:45,61  | 11 марта 2007   | Солт-Лейк-Сити | 18 февраля 2011 |
| 3 | 10000 м   | 13:48,33 | 15 марта 2007   | Калгари        | -               |
| 4 | 5000 м    | 6:42,66  | 18 февраля 2011 | Солт-Лейк-Сити | 3 марта 2019    |
| 5 | 3000 м    | 3:53,31  | 2 марта 2019    | Калгари        | 9 марта 2019    |
| 6 | 5000 м    | 6:42.01  | 3 марта 2019    | Калгари        | 15 февраля 2020 |
| 7 | 3000 м    | 3:52,02  | 9 марта 2019    | Солт-Лейк-Сити | -               |
| 8 | 5000 м    | 6:41,18  | 15 февраля 2020 | Солт-Лейк-Сити | 15 февраля 2020 |

## Роллер спорт и велоспорт
Помимо конькобежного спорта серьёзно занимается спидскейтингом (трёхкратный победитель чемпионатов Чехии на дистанции 42,2 км) и велоспортом, является победителем и призёром ряда чешских и международных соревнований — в частности, чемпионкой Чехии 2009 в парной шоссейной гонке и бронзовым призёром чемпионата Европы среди молодежи 2007 в индивидуальной гонке с раздельного старта. Заняла третье место в национальных отборочных соревнованиях по шоссейному велоспорту на Олимпийские игры 2008, однако из-за нарушения организаторами регламента их результаты были аннулированы. В июне 2010 Сабликова объявила, что планирует принять участие в Летней Олимпиаде 2012 в Лондоне, однако не смогла пройти отбор.
В 2011 году приняла участие в чемпионате мира по велоспорту в индивидуальной гонке с раздельным стартом и заняла 28 место.
В 2012 году вновь стартовала на чемпионате мира по велоспорту в разделке и заняла высокое 9-место, долгое время лидируя, пока на старт не вышли фавориты.

## Личная жизнь
Мартина Сабликова посещала начальную школу Швермова в Ждяр-над-Сазавоу. Она окончила среднюю школу имени Винценца Маковского в Нове-Место-на-Мораве со спортивным уклоном. Обычное четырёхлетнее обучение под руководством школы продолжалось семь лет, и в июне 2009 года она успешно окончила среднюю школу. В 2012 году она училась в частной средней школе физического воспитания и спорта Палестра в Праге. Её мать, Ева, работала бухгалтером у Петра Новака. Родители разведены, они расстались до 2010 года. От следующих отношений отца у Мартины есть два брата и двойняшки, Мартин и Барбара, которые оба также занимаются конькобежным спортом.
Титулованная чешская спортсменка, трехкратная олимпийская чемпионка, многократная чемпионка мира и Европы по конькобежному спорту 37-летняя Мартина Сабликова поразила признанием в соцсетях, заявив, что уже больше 12 лет тайно живет с партнершей по сборной, участницей двух Олимпиад 29-летней Николой Здрагаловой.https://www.instagram.com/sablikova_martina/

## Награды
- 2006 год - названа лучшим чешским спортивным талантом на ежегодной церемонии награждения чешских спортивных журналистов
- 2007 год - признана спортсменом года на ежегодной церемонии награждения чешских спортивных журналистов
- 2007, 2009, 2010 года - названа спортсменкой года чешской армии
- 2017 год - награждена медалью «За заслуги» президентом Чешской Республики
- 2007, 2010, 2021 года - награждена премией Иржи Станислава Гута-Ярковского от Олимпийского комитета Чехии

## Результаты выступлений
| Год  | Чемпионат Европы        | ЧМ мира многоборье | ЧМ мира отдельные дистанции          | Олимпийские игры                           | Кубок мира                                            | ЧМ мира юниоры           |
| ---- | ----------------------- | ------------------ | ------------------------------------ | ------------------------------------------ | ----------------------------------------------------- | ------------------------ |
| 2002 |                         |                    |                                      |                                            |                                                       | NC36 12e командная гонка |
| 2003 | NS2 (22e, NS, -, -)     |                    |                                      |                                            |                                                       | NC34                     |
| 2004 | 20e (21e, 15e, 20e, NC) |                    |                                      | 22e 3000/5000 м                            | 23e                                                   |                          |
| 2005 |                         |                    | 16e 3000 м 7e 5000 м                 | 45e 1500 м 18e 3000/5000 м                 | 10e                                                   |                          |
| 2006 | 4e · (16e, , 11e, )     | 9e · (21, 6, 16, ) |                                      | 7e 3000 м 4e 5000 м                        | 22e 1500 м 8e 3000/5000 м                             | многоборье               |
| 2007 | · (9e, , 6e, )          | 5e · (18, 11, 5, ) | 3000 м · 5000 м                      |                                            | 7e 1500 м · 3000/5000 м                               |                          |
| 2008 | · (11e, , 6e, )         | 5e · (15, , 8, )   | 4e 3000 м · 5000 м                   | 8e 1500 м · 3000/5000 м                    |                                                       |                          |
| 2009 | · (12e, 4e, 6e, )       | · (10, , 8, )      | 3000 м · 5000 м · 7e командная гонка | 16e 1500 м · 3000/5000 м · командная гонка |                                                       |                          |
| 2010 | · (7e, , )              | · (11, , )         |                                      | 1500 м · 3000 м · 5000 м                   | 1500 м · 3000/5000 м · 11-е командная гонка           |                          |
| 2011 | · (5e, , )              | · (14e, , 8, 7)    | 3000 м · 5000 м                      |                                            | 5e 1500 м · 3000/5000 м                               |                          |
| 2012 | · (14e, , )             | · (14e, , 4, )     | 3000 м · 5000 м                      | 4e 1500 м · 3000/5000 м                    |                                                       |                          |
| 2013 | 4 · (16e, , 5е, )       | —                  | 3000 м · 5000 м                      | 10e 1500 м · 3000/5000 м                   |                                                       |                          |
| 2014 | · (19e, , 5е, )         | —                  | —                                    | 3000 м · 5000 м                            | 16e 1500 м · 3000/5000 м                              |                          |
| 2015 | · (6e, , )              | · (10e, , 5-е, )   | 3000 м · 5000 м                      |                                            | 45e 1000 м · 5e 1500 м · 3000/5000 м · масс-старт     |                          |
| 2016 | · (4e, , )              | · (7e, , )         | 3000 м · 5000 м                      | 3000/5000 м                                |                                                       |                          |
| 2017 | · (5e, , )              | · (13e, , )        | 6e 1500 м · 3000 м · 5000 м          |                                            | 0 очков 500 м · 33e 1000 м · 5e 1500 м · 3000/5000м м |                          |
| 2018 |                         | 6e · (19e, , 7e, ) |                                      | 4е 3000 м · 5000 м                         | 0 1000 м 22e 1500 м 4e 3000/5000 м                    |                          |
| 2019 | · (11e, , )             |                    | 3000 м                               |                                            | 14e 1500 м · 3000/5000 м                              |                          |
| 2020 |                         | 4e · (18e, , 7e, ) | 3000 м · 5000 м                      |                                            | 20e 1500 м · 3000/5000 м                              |                          |
| 2021 | · (11e, 4e, 4e, )       |                    | 3000 м · 5e 5000 м                   |                                            | 9e 1500m 5e 3000/5000 м                               |                          |
| 2022 |                         |                    |                                      | 4e 3000 м · 5000 м                         |                                                       |                          |

- В скобках указаны результаты на отдельных дистанциях в порядке забегов у женщин (500, 3000, 1500, 5000)

### Выступления на этапах Кубка мира
| Сезон     | 1000 м            | 1500 м                 | 3000/5000 м              | командная гонка |
| --------- | ----------------- | ---------------------- | ------------------------ | --------------- |
| 2003/2004 |                   | 38, 21(B), 22(B), -, — | 11(B), 4(B), 2(B), -, 18 |                 |
| 2004/2005 |                   | 20(B), 20(B), 15(B), — | 2(B), 17, 13, 13, -, —   |                 |
| 2005/2006 |                   | 19(B), 3(B), 19, 12(B) | 6, 5, 5, 9, 6            |                 |
| 2006/2007 |                   | 14, 18, 11, 12, 4, 5   | , 5, ,                   |                 |
| 2007/2008 |                   | -, 17, 9, 11, 10, , 9  | ,                        |                 |
| 2008/2009 |                   | 5, -, 17, 6, -, —      | ,                        | 6, 7,           |
| 2009/2010 |                   | , 17, , 9, 8,          | ,                        | 10, -, -, -     |
| 2010/2011 | -,-,-,-, 2(B),-   | -, 7, 8, , 19, 5       | -, ,                     |                 |
| 2011/2012 | -, 11(B), -,-,-,- | 12, 4, 5, 7, -,        | ,                        |                 |
| 2012/2013 | -                 | 5, 4, 8,               | , ,                      |                 |

- (B) — выступала в B-дивизионе